# Ph15
La Fundación PH15 es una organización social conformada por un grupo de personas que cree en el arte como un valioso recurso que permite al ser humano desplegar su esencia y desarrollar sus capacidades creadoras, incluso en una realidad adversa u hostil. Desde esta perspectiva, la expresión artística se propone como una práctica que posibilita la exteriorización plena del ser y la generación de procesos transformadores, tanto individuales como colectivos.
Tuvo su origen en agosto de 2000 por iniciativa de un grupo de adolescentes de Ciudad Oculta, en la ciudad de Buenos Aires, Argentina, que querían aprender fotografía, pero no hallaban donde hacerlo.

## Historia
El proyecto surgió a mediados del año 2000 cuando el fotógrafo Martín Rosenthal tomaba unas fotografías relacionadas con su trabajo en Ciudad Oculta, Villa 15, un humilde barrio al sudoeste de la ciudad de Buenos Aires. En este lugar los servicios públicos sólo llegan hasta la entrada del barrio y la mayoría de los vecinos no tiene agua potable ni electricidad. Espontáneamente un grupo de chicos se le acercó para comentarle de sus ganas de aprender fotografía y de su imposibilidad de hacerlo por cuestiones económicas y falta de lugares donde poder hacerlo. Unas semanas luego, con la colaboración de otros colegas, Rosenthal abrió un Taller de Expresión Fotográfica en la zona. Con el tiempo se armaron otros talleres en otras zonas postergadas económica y socialmente, como el barrio de Villa Soldati.
A los talleres en Ciudad Oculta ya han concurrido más de 450 alumnos. Otros tres mil fueron a cursos cortos que son dictados en distintos puntos del país. También hay proyectos basados en Ph15 en Córdoba y Bariloche.
Si bien la mayoría de los voluntarios se acercan a la Fundación de forma individual, son muchos los que provienen de otras organizaciones o instituciones que fomentan y promueven el trabajo voluntario de sus integrantes. Algunas de las instituciones que han formado parte de este tipo de intercambios y alianzas con Ph15 son: Insight Argentina, Universidad de Chicago, Universidad de Las Vegas, Tufts, Universidad de San Andrés, Universidad de Palermo, Savannah University, Dartmouth College, Colegio de la Ciudad, COE, Asociación Argentina de Experimento de Convivencia Internacional, entre otras.

## Finalidad
El proyecto está dirigido a chicos que viven en barrios en situación precaria. Los principales objetivos de Ph15 son:
- Brindar una herramienta de expresión.
- Capacitarlos para su posible inserción laboral.
- Proporcionarles un espacio de contención.
- Desarrollar vínculos que les permitan consolidar su identidad como miembros de su comunidad.

## Metodología de trabajo
Se les enseña principalmente expresión y técnica fotográfica, fotografía digital y video.
Los elementos con los que trabajan, en particular las cámaras, pilas y rollos fotográficos, les son donadas por amigos fotógrafos y particulares. 
A través de sus actividades los alumnos salen de su barrio, y así conocen otros lugares a los que tal vez no tendrían acceso, y aprenden a moverse en la ciudad. Cada chico tiene su propia cámara y saca fotos libremente durante algunos días. Luego cada uno expone sus fotografías y entre todos opinan y discuten acerca de lo que obtuvieron. De esta manera la fundación les da una opción para difundir los valores y referencias de su cultura, y no los que le son impuestos.

## Obras y exposiciones
Sus fotos han sido expuestas en diversas exposiciones en la Argentina: en el Palais de Glace, en el Centro Cultural Recoleta, Estudio Abierto 2004 y la Sala de Exposiciones de la Estación Jesús María y en la provincia de Córdoba.
Sus trabajos fueron exhibidos en el exterior, entre otro sitios en el Cambridge Multicultural Arts Center de los Estados Unidos donde los chicos dieron una videoconferencia.
Algunos chicos se ven beneficiados con la venta de algunas de sus obras. Así, por ejemplo, en la muestra en North Dakota Museum of Art, cada uno de los alumnos otorgaron una obra para incluirla en la colección permanente. 
Mostrar las imágenes de Ph15 es un aspecto muy importante del proyecto: en el marco de muestras colectivas, se revela la individualidad de cada mirada de los talleres. Cada muestra implica una participación activa de todos los chicos en la selección de imágenes, edición, montaje de las fotos y diseño global. Los lugares de exposición son intencionalmente variados y abarcan tanto espacios artísticos prestigiosos como lugares más cercanos a su vida cotidiana. En este sentido, se desea que los chicos consoliden vínculos con su comunidad y que interactúen con los circuitos artísticos más reconocidos en sus entornos más cercanos.
Los estudiantes de Ph15 han participado en más de 80 muestras, que incluyen lugares como Alemania, Nueva York, Las Vegas, Venezuela, San Pablo, Madrid, Boston y Dakota del Norte en los Estados Unidos.
Algunos de los lugares en donde expusieron sus obras:
- Centro Cultural de la Memoria Haroldo Conti (julio de 2011).
- Embajada argentina de la ciudad de Londres (junio de 2011).[3]
- Art for Change, Nueva York, Estados Unidos (noviembre de 2009)
- Buenos Aires Photo, Palais de Glace, Buenos Aires (2007 y 2009)
- Universidad Nacional de San Luis, Provincia de San Luis (agosto de 2009)
- Michaelskirche, Goppingen, Alemania (julio de 2009)
- Ideen & Kuche, Uhingen, Alemania (junio,2009)
- Schlossplatz.cafe, Kirchheim, Alemania (mayo de 2009)
- Laberinto de Miradas, Palais de Glace, Buenos Aires (mayo de 2009)
- Teatro Argentino de La Plata, Provincia de Buenos Aires (diciembre de 2008)
- III Bienal de Fotografía Argentina Documental, San Miguel de Tucumán, Provincia de Tucumán (octubre de 2008)
- Archivo General de la Nación, Buenos Aires (septiembre de 2008)
- Biblioteca Nacional de la República Argentina, Buenos Aires (abril de 2008)
- Galería Donna Beam, Universidad de Nevada, Las Vegas, Estados Unidos (enero de 2008)
- Museo de la Memoria (Rosario), Rosario, Santa Fe (noviembre de 2007)
- FOTOSUR 07, Guasdualito, Venezuela (noviembre de 2007)
- SENAC, San Pablo, Brasil (enero de 2007)
- Centro Cultural Recoleta, Buenos Aires (2003 y 2006)
- Canal 7, Buenos Aires (agosto de 2006)
- Honorable Senado de la Nación, Buenos Aires (septiembre de 2005)
- Cambridge Multicultural Arts Center , Boston, Estados Unidos (julio de 2005)
- Legislatura de la Ciudad Autónoma de Buenos Aires, Buenos Aires (junio de 2005)
- PHEspaña 05 - Proyecciones Plaza Santa Ana, Madrid, España (junio de 2005)
- Sorenson Center for the Arts - Babson College, Boston, Estados Unidos (febrero de 2005)
- Estudio Abierto 2004 - Av. de Mayo, Ministerio de Cultura de la ciudad de Buenos Aires (noviembre de 2004)
- North Dakota Museum of Art, Estados Unidos (febrero de 2004)
- Centro Cultural Borges, Buenos Aires (agosto de 2002).
- Escuela Argentina de Fotografía, Buenos Aires (agosto de 2001).

## Premios y distinciones
Durante la Segunda Conferencia de Naciones Unidas sobre Asentamientos Humanos (HABITAT II) celebrada en junio de 1996 en Estambul (Turquía), se instó a los Comités Nacionales de los diversos países a reunir ejemplos de prácticas que respondieran a los objetivos de la Conferencia, como una forma de identificar políticas y actuaciones urbanas que se hubiesen mostrado eficaces, desde unos criterios de sostenibilidad, para mejorar las condiciones de vida en las ciudades y pueblos. Uno de los ejemplos seleccionados fue el de Ph15.
En 2010, el Banco Mundial, la Organización de los Estados Americanos y el Banco Interamericano de Desarrollo, en el marco de la Feria del Desarrollo para apoyar a jóvenes emprendedores con ideas para reducir la pobreza y mejorar el nivel de vida, otorgó uno de los 14 premios a proyectos de América Latina y el Caribe a la Fundación Ph15. Los proyectos habían sido elegidos entre 530 propuestas.

### Citas
1. ↑  La fotografía, como medio de inserción social Diario Clarín, 23/06/2010.
2. ↑  Jóvenes fotógrafos de Ciudad Oculta exponen en Londres, por Leticia Pogoriles. Telam 10/06/2001
3. ↑  Exponen en Londres fotografías de PH15 "Nóumeno". Consultado el 03/07/2011
4. ↑  Buenas prácticas: ciudades para un mundo más sostenible. Página consultada el 04/07/2011.
5. ↑  Premio internacional para 4 proyectos argentinos. Diario Clarín, 23/06/2010.

### Enlaces
- Ph15: los chicos fotógrafos de Ciudad Oculta enfocan sus historias marginales,  por Magela Demarco. Diario Clarín, 21/09/2005